# William Everett Potter

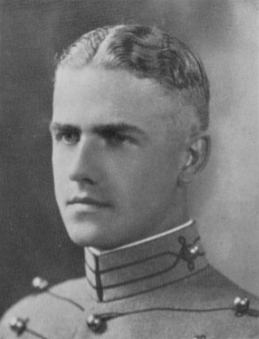
William Everett Potter in West Point (1928)

William Everett Potter (* 17. Juli 1905 in Oshkosh, Wisconsin; † 5. Dezember 1988 in Orlando, Florida) war ein US-amerikanischer Ingenieur, Generalmajor des US Army Corps of Engineers sowie von 1956 bis 1960 Gouverneur der Panamakanalzone.

## Leben
Parker trat nach dem Schulbesuch in die US Army ein und wurde nach Absolvierung der US Military Academy in West Point 1928 zum Leutnant befördert. Im Anschluss war er zunächst Offizier in einer Kompanie der First Engineers des US Army Corps of Engineers (USACE) in Washington, D.C. sowie zwischen 1929 und 1932 Geodät für den Nicaragua-Kanal, einer nicht realisierten Kanalverbindung zwischen Atlantik und Pazifik, die durch Nicaragua führen sollte. Daneben absolvierte er ein Studium im Fach Bauingenieurwesen am Massachusetts Institute of Technology (MIT) und schloss dieses 1933 ab.
1937 erfolgte seine Berufung auf eine Professur für Militärwissenschaften und Taktik an der Ohio State University, an der er bis 1940 lehrte. Danach wurde er Offizier bei den 25th Armored Engineers sowie der 1138th Armored Engineering Group, ehe er zwischen 1943 und 1945 während des Zweiten Weltkrieges auf dem europäischen Kriegsschauplatz Assistent für Planung, Operation und Kommunikation beim European Theater of Operations US Army (ETOUSA).
Nach Kriegsende wurde er 1945 Distriktingenieur der USACE in Kansas City und daraufhin von 1949 bis 1951 stellvertretender Chefingenieur für öffentliche Arbeiten im US-Verteidigungsministerium. Anschließend wurde er verantwortlicher Ingenieur der Missouri River Division des USACE in Omaha.
1956 erfolgte seine Beförderung zum Generalmajor sowie Ernennung zum Gouverneur der Panamakanalzone. Diese Funktion bekleidete er bis 1960.
Seine Amtszeit war geprägt von einer Reihe beeindruckender Leistungen wie der Einführung des 20 Millionen US-Dollar-Projekts zum Bau der Thatcher Ferry-Brücke (der heutigen Puente de las Américas), einer Bogenbrücke, die den Panamakanal überspannt und so die Hauptstadt Panama-Stadt mit dem westlichen Teil des Landes verbindet. Außerdem folgten Planungen zur Ausweitung des Panamakanals auf eine Breite von mindestens 150 Meter und die Beleuchtung des Gaillard Cut zur Ermöglichung des 24-stündigen Transitbetriebs. Darüber hinaus gab es allgemeine Verbesserung wie einer Sonderbildungsprogramm für behinderte Kinder.
Aufgrund eines 1955 abgeschlossenen Vertrages mit Panama beaufsichtigte Potter auch die Einführung eines gerechten Lohnsystems, um keine Benachteiligungen aufgrund von Staatsbürgerschaften zu haben, sowie den Transfer von Grundvermögen an Panama im Wert von 28 Millionen US-Dollar wie zum Beispiel das „Hotel Washington“ in Colón. Zusätzlich wurden von Panama betriebene Versorgungs- und Unterstützungseinrichtungen geschlossen. Potter gab auch Planungen zum Bau einer neuen Gouverneursresidenz auf und entschied sich für die Renovierung des alten Amtssitzes, um dessen historischen Wert zu bewahren.
Am 7. Juli 1959 trat er in der Fernsehshow To Tell the Truth auf. 1968 ließ er sich in Orlando in Florida nieder und trug als Bauingenieur an Planungen zur Infrastruktur des Walt Disney World Resort bei.